# Reinhold Weiss
Reinhold Weiss (* 10. Mai 1934 in Stuttgart; † 2022 in Tucson, Arizona) war ein deutscher Produktdesigner.

## Leben
Reinhold Weiss studierte von 1955 bis 1959 an der Hochschule für Gestaltung Ulm, die als international bedeutendste Designhochschule nach dem Bauhaus gilt, und schloss sein Studium mit dem Diplom ab. Von 1959 bis 1967 war er als erster von insgesamt nur zwei Ulmer Absolventen als Produktgestalter für den Elektrogerätehersteller Braun tätig (1960 kam noch Richard Fischer hinzu). Ab 1962 war er stellvertretender Leiter der Designabteilung bei Braun und eigenständig verantwortlich für den Sektor Haushalt. 1967 zog er nach Chicago, wo er u. a. für die Hi-Fi-Geräte-Hersteller NAD (New Acoustic Dimension) und Proton arbeitete.
Für diese Unternehmen wurden von Weiss viele national und international ausgezeichnete Produkte entworfen. Für Braun etwa die Kaffeemühlen KSM1/11 und KMM1, der Wasserkocher HE1, der Tischlüfter/Autolüfter HL1/2, das Tischfeuerzeug TFG1, der Toaster HT1/2, der Grill HG1, der Handrührer M140, der Haartrockner HLD2/3/5 und der Kopfhörer KH1000. Einige dieser Geräte sind als Designikonen im Museum of Modern Art in New York und im Israel Museum ausgestellt.
Weiss lebte in Evanston (Illinois).